# Quint Fabi Màxim Berrugós
Quint Fabi Màxim Berrugós (en llatí Quintus Fabius Maximus Verrucosus) (Roma, v 275 aC - Roma, 203 aC) va ser un polític i militar romà. Portà l'agnomen de Verrucosus, per una berruga al llavi superior, Ovicula (anyell), pel seu caràcter suau, i Cunctator (el temporitzador), per la seva prudència en la guerra. Era segurament fill de Quintus Fabius Q. F. Q. N. i net de Quint Fabi Màxim Gurges. Formava part de la gens Fàbia, i de la família dels Fabi Màxim.
Va ser elegit cònsol cinc vegades (233 aC, 228 aC, 215 aC, 214 aC i 209 aC) i dues vegades dictador (221 aC i 217 aC).

## Primers anys
Després d'exercir algunes magistratures va ser cònsol l'any 233 aC amb Ligúria com a província. Pel seu comportament militar va obtenir un triomf i va dedicar un temples a Honor. L'any 230 aC va ser censor, i cònsol per segona vegada l'any 228 aC.
A l'any següent (227 aC) es va oposar a la llei agrària de Gai Flamini, la Lex Flaminia Agraria, que repartia entre els soldats les terres de la regió del Picè.

## Dictadures
L'any 221 aC va ser designat dictador per dirigir els comicis i el 218 aC va ser legat del senat a Cartago per demanar satisfaccions per l'atac a Sagunt per part d'Hanníbal i va ser ell qui va declarar formalment la Guerra als cartaginesos.
L'any 217 aC, després de la derrota romana a la batalla del llac Trasimè, el senat romà l'anomenà dictador, fet força estrany, ja que els dictadors eren normalment escollits pels cònsols. A partir d'aquell moment, i mentre la guerra amb Hanníbal va ser només defensiva, es va convertir en el dirigent de Roma.
Va iniciar el seu període amb sacrificis i súpliques solemnes als déus i es va dirigir al Latium, que va omplir de defenses per fer-lo inaccessible a l'enemic. Conscient de la superioritat militar cartaginesa, el seu pla era evitar un xoc decisiu amb els enemics i avançar per terrenys muntanyosos on la cavalleria númida i la infanteria hispana no podien lluitar. Va observar els desplaçaments d'Hanníbal amb una vigilància constant però sense actuar, va hostilitzar als soldats enemics que s'endarrerien i als que recollien farratge per les cavalleries, i cansava els aliats dels cartaginesos amb petites escaramusses que els obligaven a fer maniobres infructuoses. Aquesta prudència es va malinterpretar al seu propi campament i, a Roma, va ser acusat de covardia, de cura exagerada, de voler prolongar la guerra per retenir el comandament, o d'incapacitat i fins i tot de traïció, tot i que utilitzava les rendes de les seves finques per rescatar els presoners romans. El seu propi magister equitum Marc Minuci Ruf es va sumar al clamor i, quan en una absència del dictador, Minuci va obtenir un lleuger avantatge sobre Hanníbal, el senat va dictar un decret que repartia el comandament entre dictador i el magister equitum. Però Minuci va quedar rodejat per Hanníbal i segurament l'haurien aniquilat si no hagués estat que Fabi el va rescatar generosament. Minuci va dimitir però Fabi el va mantenir pel termini legal, que s'acabava al cap de sis mesos.

## Darrers anys
En finalitzar la seva dictadura, es retornà el poder als cònsols Gneu Servili Gemí Marc Atili Règul i a l'any següent (216 aC) van ser elegits Luci Emili Paul·le i Gai Terenci Varró. Després que aquests dos cònsols fossin derrotats per Hanníbal a la batalla de Cannes aquell mateix any, el senat va començar a donar la raó a les tàctiques fabianes i el sobrenom de Cunctator es convertí en un títol honorífic.
L'any 216 aC va ser pontífex (abans ja era àugur, ofici que va exercir durant 62 anys. L'any 215 aC va ser cònsol per tercera vegada i va assolar la Campània començant el setge de Càpua. Al prendre possessió del càrrec va fer un discurs demanant al poble i als senadors que elegissin com a cònsols les persones més capacitades i no es deixessin guiar per les faccions polítiques. Aquest consell va portar la seva reelecció com a cònsol el 214 aC, any en què va fer una incursió al Samni i va conquerir Casilínum.
L'any 213 aC va servir com a llegat al seu fill cònsol Quint Fabi Màxim. Hi ha una anècdota que explica Titus Livi, que exemplifica l'estricta disciplina romana. Quint Fabi va anar al campament on hi havia el seu fill, i quan se li va acostar, encara muntat a cavall, el fill, acompanyat dels lictors, li va exigir que desmuntés. "Fill meu", va dir fabi, "volia saber si recordaves que eres cònsol".
Quan el 211 aC Hanníbal va avançar cap a Roma, Fabi va dissuadir al senat de posar fi al setge de Càpua.
Va ser cònsol per cinquena vegada el 209 aC any en què va rebre el títol hereditari de Fabii Maximi Princeps senatus. En aquest any va reconquerir Tàrent on els romans encara resistien a la ciutadella. Quan el seu governador Marc Livi Macat va considerar temps després que tenia bona part del mèrit en la reconquesta, Fabi li va respondre: "Cert, com que tu no l'havies perdut mai, jo no vaig haver-la de recuperar". El botí fet a la ciutat va ser donat als soldats i quan algú va preguntar si s'havien d'enviar a Roma les estàtues colossals dels déus i les pintures, va dir: "No, deixem als tarentins els seus déus enutjats". No obstant va prendre una estàtua d'Hèrcules, el mític ancestre dels Fabis, i la va col·locar al Capitoli. Encara va ser nomenat cònsol en dues altres ocasions, posteriorment a la seva dictadura. Sempre es va oposar a Escipió Africà, que volia dur la guerra fins a Àfrica.
Va morir l'any 203 aC. Encara que va deixar una gran fortuna, el poble va recollir diners per a celebrar el seu funeral, i li donava el nom de "salvador de l'estat". Va deixar dos fills un dels quals, el va premorir, i un altre, el jove, li va sobreviure. Quan va morir el fill gran, va adoptar al fill de Luci Paul·le Emili que després va guanyar la guerra al Regne de Macedònia.

## Llegat
El 1883 un grup de simpatitzants socialistes fundaren a Gran Bretanya la Societat Fabiana, amb l'objectiu de treballar per la reforma social i una societat més justa, evitant l'explotació i la misèria provocades pel capitalisme. Els fabians, a diferència d'altres corrents socialistes que predicaven el xoc directe i la guerra oberta contra la injusta oligarquia capitalista, creien en l'evolució gradual de la societat cap al socialisme i apostaren pel treball discret i les reformes graduals que, en la seva opinió, portarien a poc a poc el socialisme. La Societat Fabiana continuà la seva tasca fins als nostres dies i, igual que el seu mentor Quint Fabi Màxim, van veure complertes la majoria dels seus objectius, doncs gran part de les reformes que proposaren van ser posades en pràctica durant el segle xx.
L'Estat del benestar establert a partir de 1945 es deu en gran manera als esforços i el treball de la Societat Fabiana.